# Чжи (чжуинь)

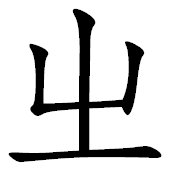

Чжи — 15-я инициаль китайского алфавита чжуинь. Происхождение знака возводят к устаревшему написанию иероглифа чжи 之.
Чжи образует 20 слогов:
| ㄓㄚ — чжа     | ㄓㄞ — чжай   | ㄓㄢ — чжань   | ㄓㄤ — чжан     |
| ㄓㄠ — чжао    | ㄓㄜ — чжэ    | ㄓㄟ — чжэй    | ㄓㄣ — чжэнь    |
| ㄓㄥ — чжэн    | ㄓ — чжи      | ㄓㄨㄥ — чжун  | ㄓㄡ — чжоу     |
| ㄓㄨ — чжу     | ㄓㄨㄚ — чжуа | ㄓㄨㄞ — чжуай | ㄓㄨㄢ — чжуань |
| ㄓㄨㄤ — чжуан | ㄓㄨㄟ — чжуй | ㄓㄨㄣ — чжунь | ㄓㄨㄛ — чжо    |